# Torrazzo (Cremona)
De Torrazzo is een middeleeuwse klokkentoren in de Italiaanse stad Cremona. Het is de klokkentoren van de Duomo of Cattedrale di Santa Maria Assunta, de kathedraal van de stad. De bouw van de toren werd afgerond in 1309. In de toren bevindt zich een zeer groot astronomisch uurwerk.
Met een hoogte van meer dan 112 m is het de op twee na hoogste bakstenen klokkentoren ter wereld, en de oudste bakstenen toren van meer dan 100 m die nog intact is gebleven. Enkel de 130,6 m hoge klokkentoren van de Sint-Martinuskerk in Landshut, afgewerkt in 1500 en de 122,3 m hoge klokkentoren van de Onze-Lieve-Vrouwekerk in Brugge, afgewerkt in 1465 overtreffen de hoogte van de Torrazzo in deze.

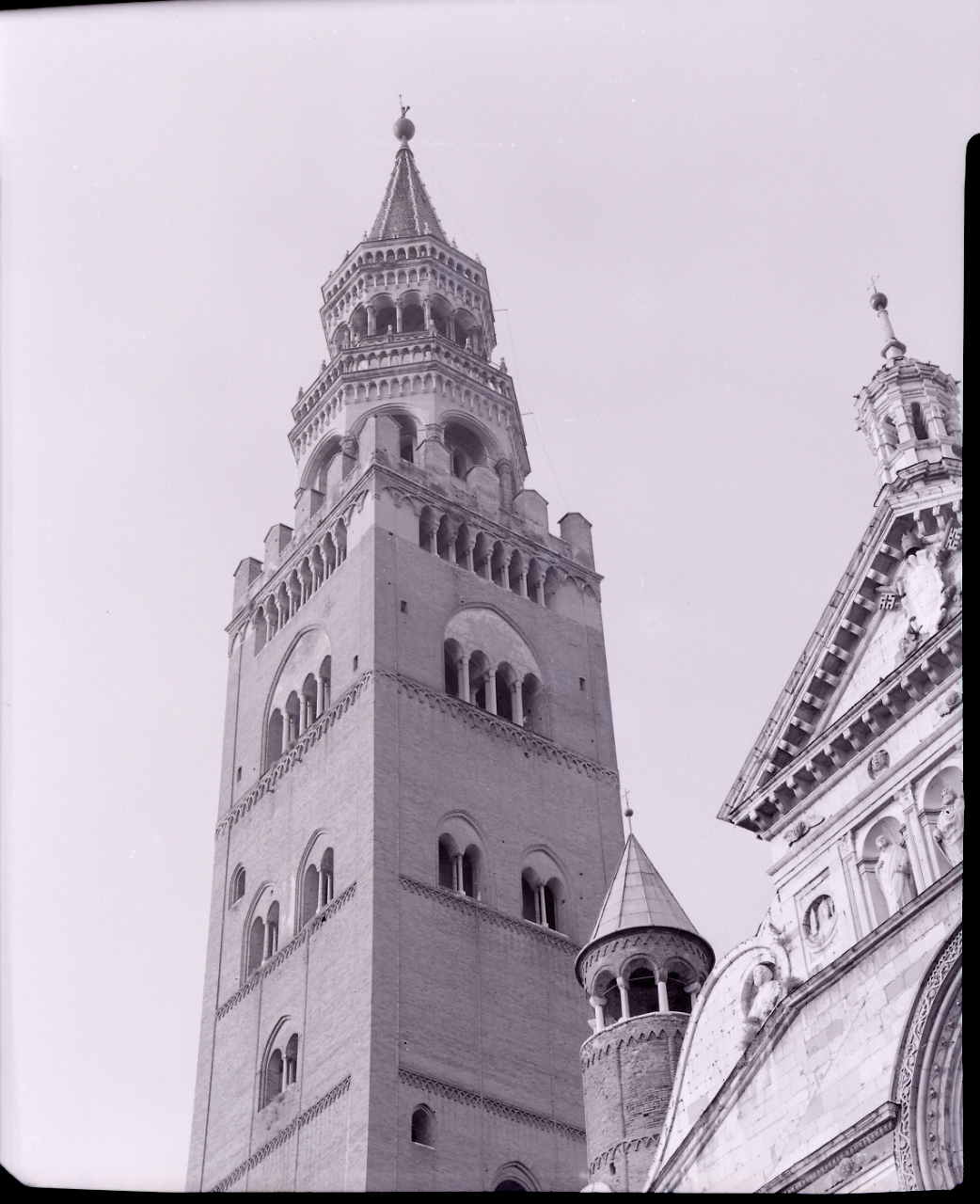
Photo Paolo Monti, 1965

De 178,3 m hoge Anaconda Smelter Stack, een bakstenen schoorsteen in Anaconda (Montana) uit 1919 is een nog hogere gemetste bakstenen constructie dan deze klokkentorens.